# Torre de Esgueva
Torre de Esgueva es un municipio y localidad española de la provincia de Valladolid, en la comunidad autónoma de Castilla y León. El término municipal tiene una población de 62 habitantes (INE 2024).

## Toponimia
El nombre original del municipio es el de Torre. Al ser este nombre tan común -compartido casi un centenar de pueblos españoles- históricamente se le han ido añadido otros complementarios para su identificación: Torre (siglo XIV), Torre de Castroverde (siglo XVI), Torre Fuembellida (siglo XVIII), Torrefontbellida o Torrefombellida (siglo XIX, hasta bien entrado el siglo XX), Torre del Valle Esgueva (en algunos documentos de compra-venta de fincas), y por fin, Torre de Esgueva, siendo este último apellido el de todos los pueblos del valle, con alguna excepción.

## Geografía
El municipio limita al norte con la provincia de Palencia, al oeste con Castroverde de Cerrato, Villaco y Amusquillo, al sur con Castroverde de Cerrato y Fombellida; y al este con Fombellida.

## Historia
Su trayectoria histórica ha seguido los mismos derroteros de los demás pueblos de la comarca: escasos restos de la antigüedad autóctona, romana, y visigótica; datos concretos de la época de la Reconquista cristiana, y presencia testimonial de la Edad Media en bastantes de sus iglesias. La iglesia de Torre data de finales del siglo XII y principios del XIII: ábside semicircular con contrafuertes y canecillos sin escultura, muy sencillos ambos, dos ventanales abocinados, irregulares y asimétricos, propios de la arquitectura rural de aquella época; bóveda con arco apuntado de características afines.
Del siglo XVI, hay constancia de su pertenencia al Concejo de Castroverde, juntamente con Villaco y Fombellida; los cuatro pueblos, más otros poblados adheridos a los mismos-hace tiempo desaparecidos-, formaban una mancomunidad jurisdiccional, centralizada en Castroverde, que se mantuvo hasta mediados del siglo XVIII, en que los municipios subordinados se emanciparon; en el Ayuntamiento de Torre hay un manuscrito oficial, en el que el Pueblo expone a la Autoridad superior las razones de su separación, y la correspondiente concesión de la misma (1820). 
Estos pueblos tuvieron que soportar los impuestos y alcabalas pagados a su señor, el marqués de Aguilafuente, durante más de 100 años (XVII-XIX). La invasión francesa impuso cargas económicas más insoportables (1809-10), pues esquilmó ahorros, paneras, corrales, palomares etc. para la supervivencia de sus insaciables tropas.
Torre, como toda esta comarca, dependía de la Merindad del Cerrato, diócesis de Palencia, hasta que en 1833, se constituyeron las 49 provincias españolas, y quedó definitivamente adscrito a la de Valladolid; en 1955, se realizó un ajuste de diócesis, correspondientes las provincias civiles, por lo que dejó de pertenecer a la de Palencia.
Hasta la reforma de la nomenclatura municipal de 1916 el municipio se llamaba Torre de Esgueva ó Torre Fombellida. En dicha fecha su nombre fue modificado por el de Torre de Esgueva.

## Demografía

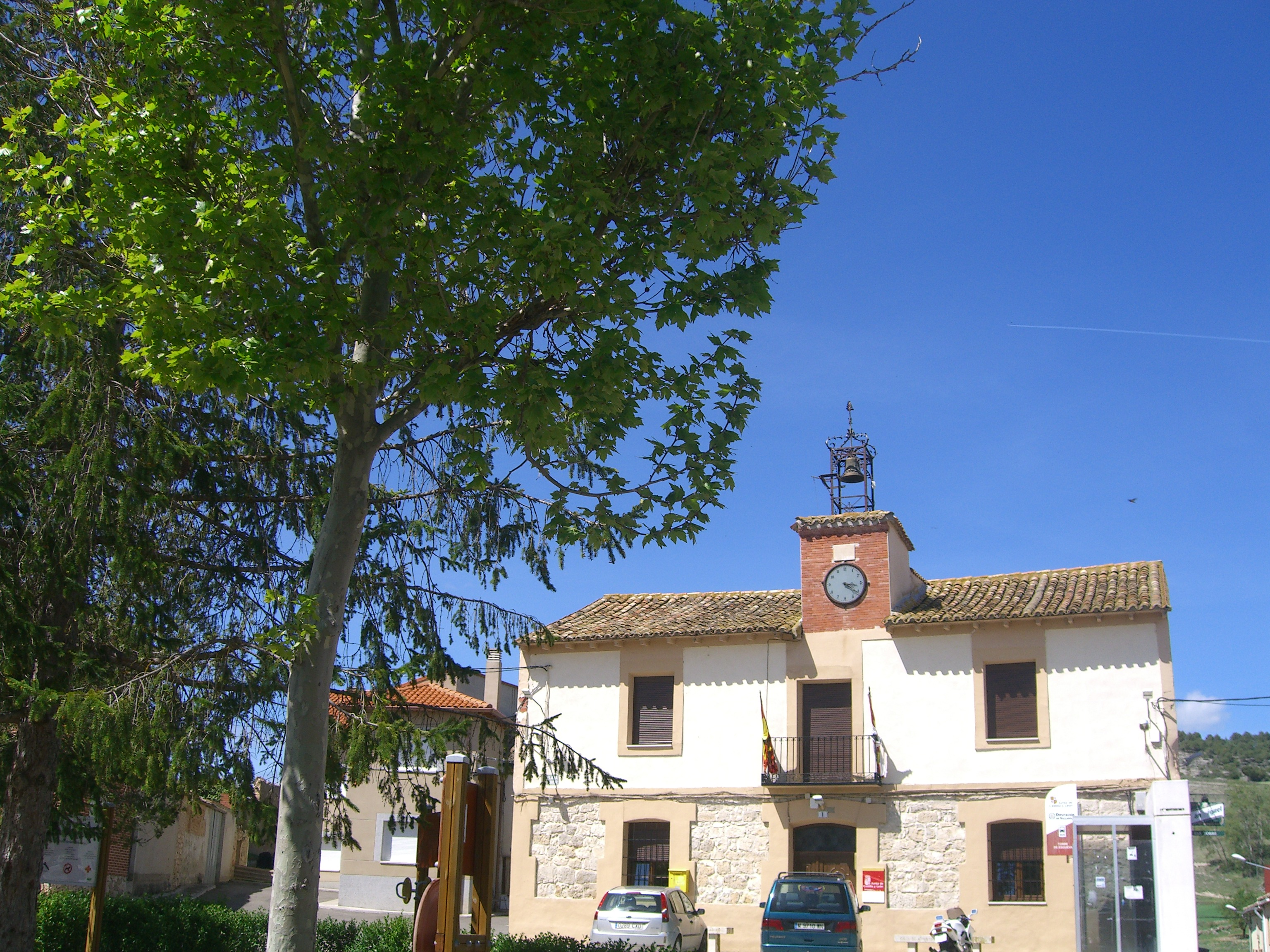
Casa consistorial

Cuenta con una población de 62 habitantes (INE 2024).
| Gráfica de evolución demográfica de Torre de Esgueva entre 1842 y 2021 |
| |
| Población de derecho según los censos de población del INE Población de hecho según los censos de población del INEEn este censo se denominaba Torrefonvellida: 1842 En estos censos se denominaba Torrefombellida: 1857 y 1860 En estos censos se denominaba Torre de Esgueva o Torrefombellida: 1877, 1887, 1897, 1900 y 1910 |

## Economía

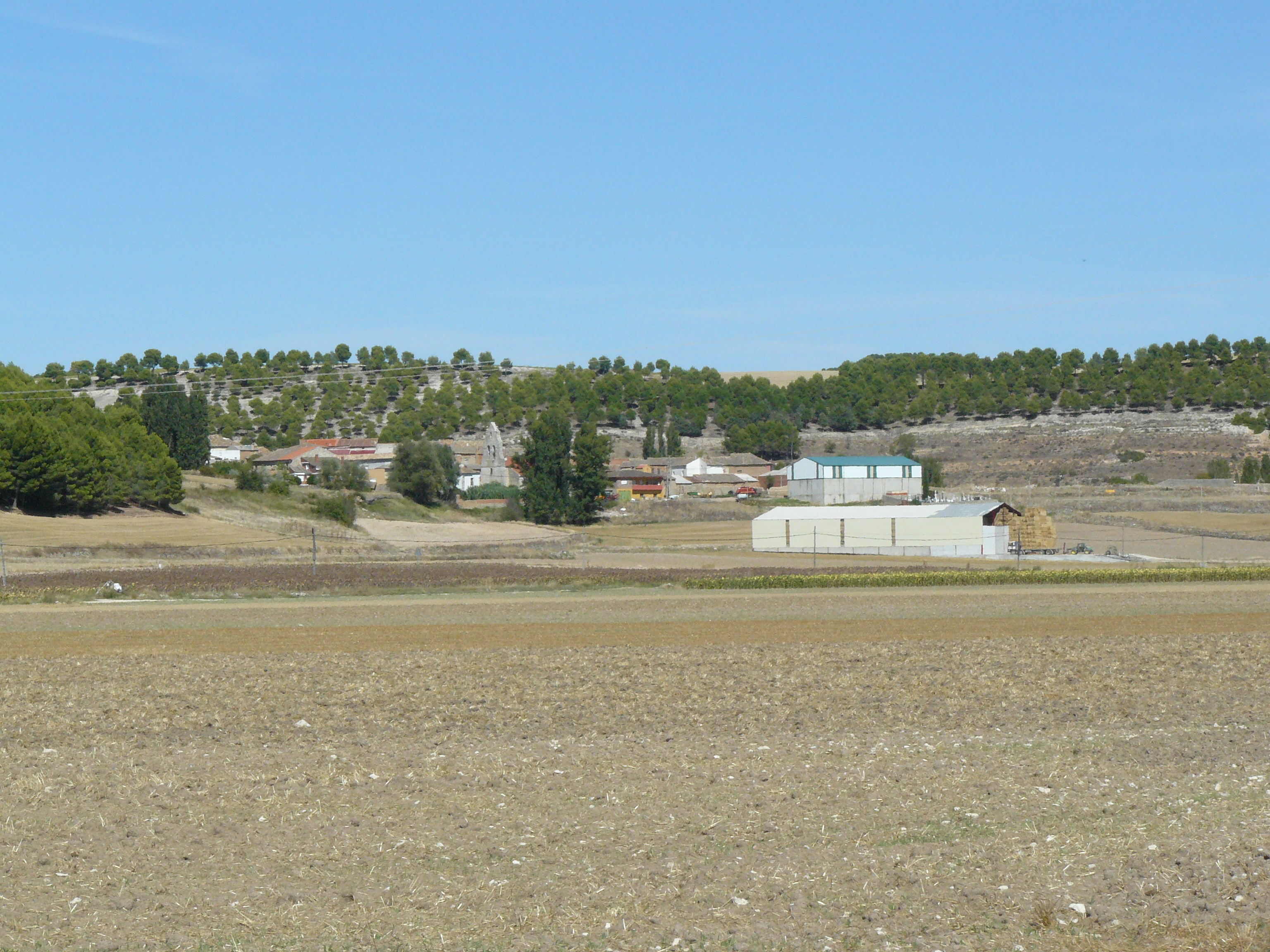
Vista de Torre de Esgueva desde el GR-27

Las fuentes de riqueza (o de subsistencia) de Torre, son las mismas de la región: agricultura rudimentaria, ganadería e industria familiares, con régimen económico de autosuficiencia, región sin grandes medios económicos, con criterios conservadores transmitidos de padres a hijos: había varias clases sociales, tal como aparecen en los “censos” bien avanzado el siglo XIX; hasta el tercer tercio del siglo pasado, era habitual, en el habla coloquial, distinguir entre “pobres y ricos”. La “concentración parcelaria”, la industrialización, la emigración, la democracia, las conquistas sociales y laborales de nuestro tiempo han terminado con aquellas discriminaciones y servidumbres. De toda aquella ”grandeza”, quedan las ruinas de numerosas cabañas y corrales para pastores y rebaños, abundancia de colmenares y palomares, casetas, albergues, bodegas... así como herramientas y aperos de labranza, objetos decorativos y muestras en exposiciones comarcales más o menos reivindicativas de las señas de identidad de sus gentes.

## Patrimonio
Iglesia de San Martín de Tours

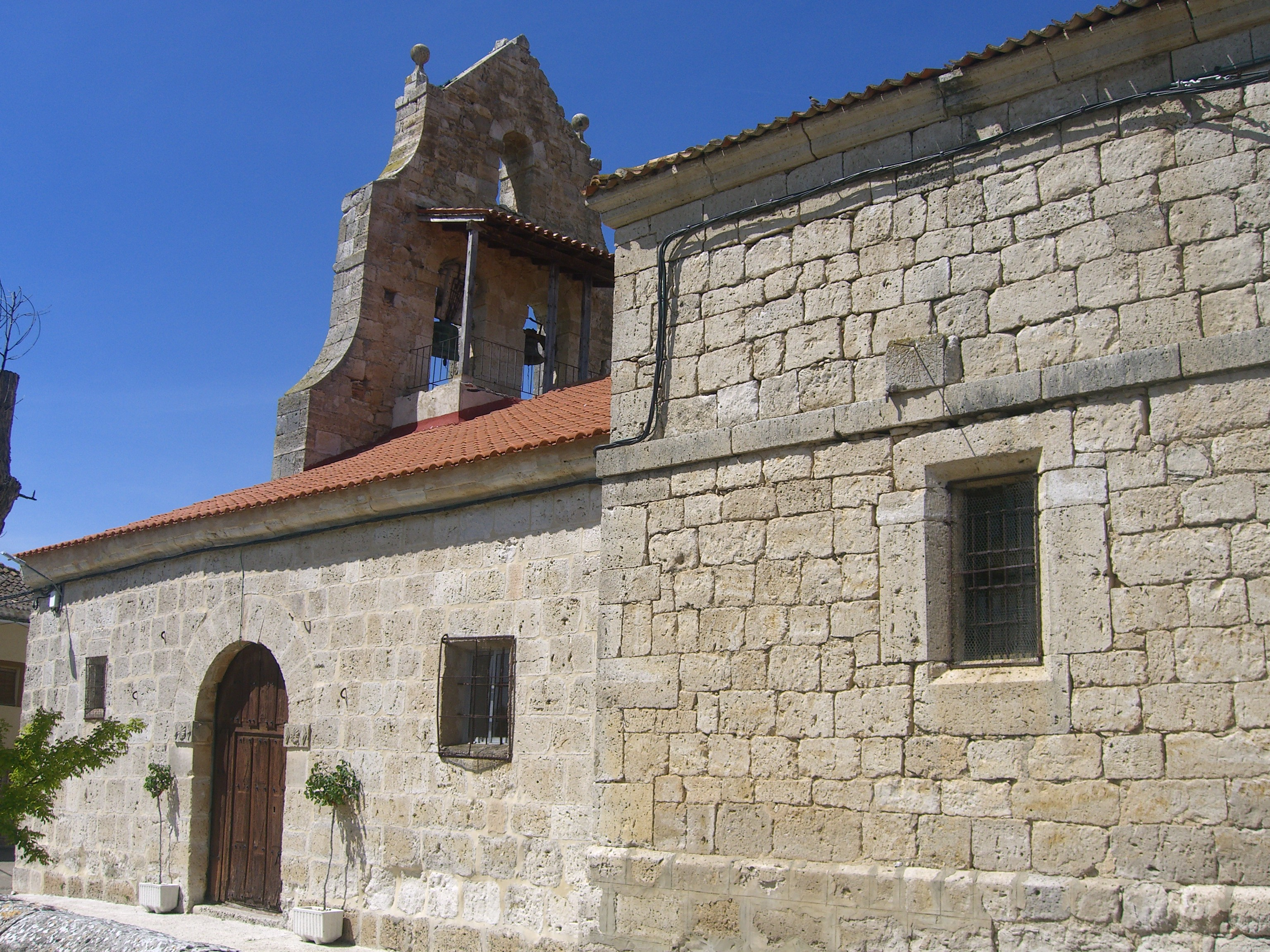
es la entrada única a la iglesia de San Martín de Tours

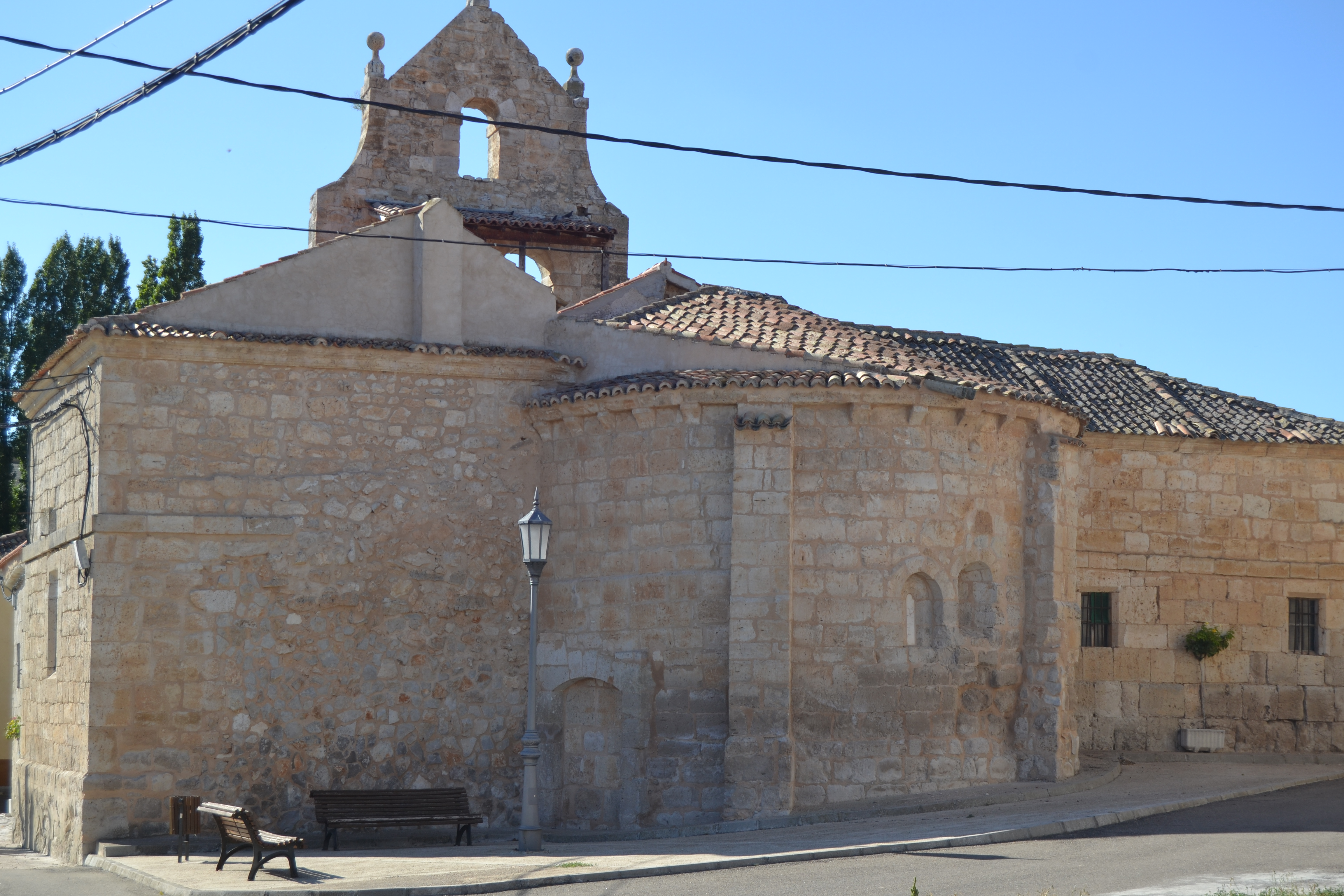
De estilo románico

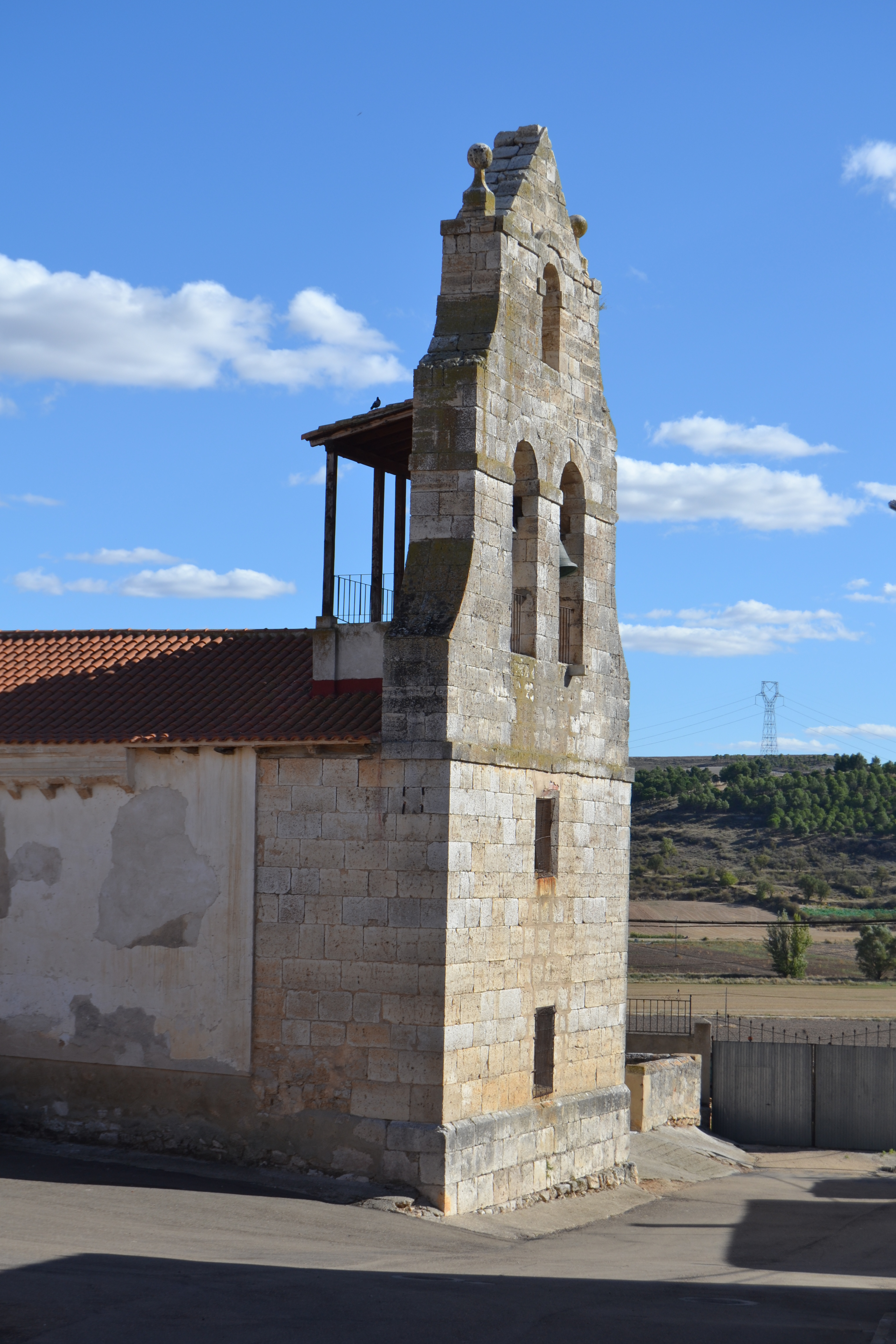
En esta foto solo se puede apreciar una parte de la iglesia

Es el edificio más antiguo del pueblo: siglos XII-XIII la cabecera, y siglos XVII-XVIII la torre o espadaña herreriana de proporciones grandiosas y armónicas; de una sola nave, planta de cruz latina, con dos naves laterales simétricas y un crucero con linterna. Altares, imágenes, vasos y ornamentos sagrados... barrocos, tan abundantes en todas las iglesias españolas; digna de mención es la CRUZ PARROQUIAL, con su castillete y punzón de fábrica; es del siglo XVI, como las de Encinas, Canillas, Fombellida y Villaco. Forman un conjunto orfebre de platería artística, auténticas joyas de arte.
Dignas de mención son las CRUCES del CALVARIO procesional que recorría los caminos del cementerio, del Molino, del Río, y la Subida al pueblo hasta la desaparecida ermita del Cristo del Amparo (hoy en la iglesia). Son cruces monolíticas, de sección hexagonal, de cruz latina las más, y algunas de cruz griega (brazos iguales); llaman la atención, no solo por la perfección de su ejecución, sino también por su presencia continuada a lo largo del recorrido.
Plaza Mayor
El forastero se queda boquiabierto al llegar a ella tras, una subida sinuosa e inquietante: Situada en el centro del pueblo, de ella salen radialmente las seis calles principales -Calle Real, de la Iglesia, de Palencia, del Soto, de la Fuente y de San Antonio- que terminan en Extramuros, calle San Antonio y Camino de Palencia, solo quedan tres callejas complementarias de aquellas; su emplazamiento central, facilita el acceso y comunicación al vecindario; de proporciones tal vez excesivas para el pueblo, hoy disimuladas por la vegetación y esplendor de su jardín central; éste acapara la atención del visitante, que lo recorre entre sus “tapias” de fornido aligustre, y se para a contemplar la fuente central, las pilas superpuestas rebosantes del agua que derrama un alegre chorro vertical ; apoyado en la barandilla metálica que protege al conjunto, admira la frondosa vegetación de árboles, arbustos y variedades florales; levanta la cabeza y contempla la fachada exenta del AYUNTAMIENTO o CASA CONSISTORIAL: construido en 1879, es el primero en iniciar la corriente progresista de finales del XIX; de su época datan también las casas consistoriales de Villanueva, 1885, Piña, 1886, y Esguevillas, 1890.
Consta de dos plantas, con puerta y balcón centrales, flanqueados cada uno por dos ventanales; dichos huecos corresponden a otras tantas estancias amplias y luminosas; sobre el eje central del tejado, se levanta un cuerpo cuadrangular para la esfera circular del reloj de la villa, rematado por un castillete metálico que acoge la campana.
Este edificio oficial se prolonga longitudinalmente por su parte trasera, con dos casas independientes, correspondientes a ambas aguas del tejado, más su corral y dependencias anejas: eran las casas del maestro y de la maestra, más un espacioso local comunal, (teatro, tele club,.. y ahora, un acogedor, coqueto y bien atendido bar). Todo el complejo forma una manzana independiente.
Sobre esta plaza, existe una leyenda, transmitida oralmente, de la existencia de una gran oquedad o espacio subterráneo debajo de ella, destinado para caballerizas de los arrieros que pernoctaban en la posada (antiguo soportal demolido a final de los 90'), así como refugio de los habitantes en el período de dominio napoleónico.... Que si existía una entrada en la Casa-panera de los Casado... Sería menester esclarecer tales rumores realizando alguna excavación que lo corroborase...
Fuente

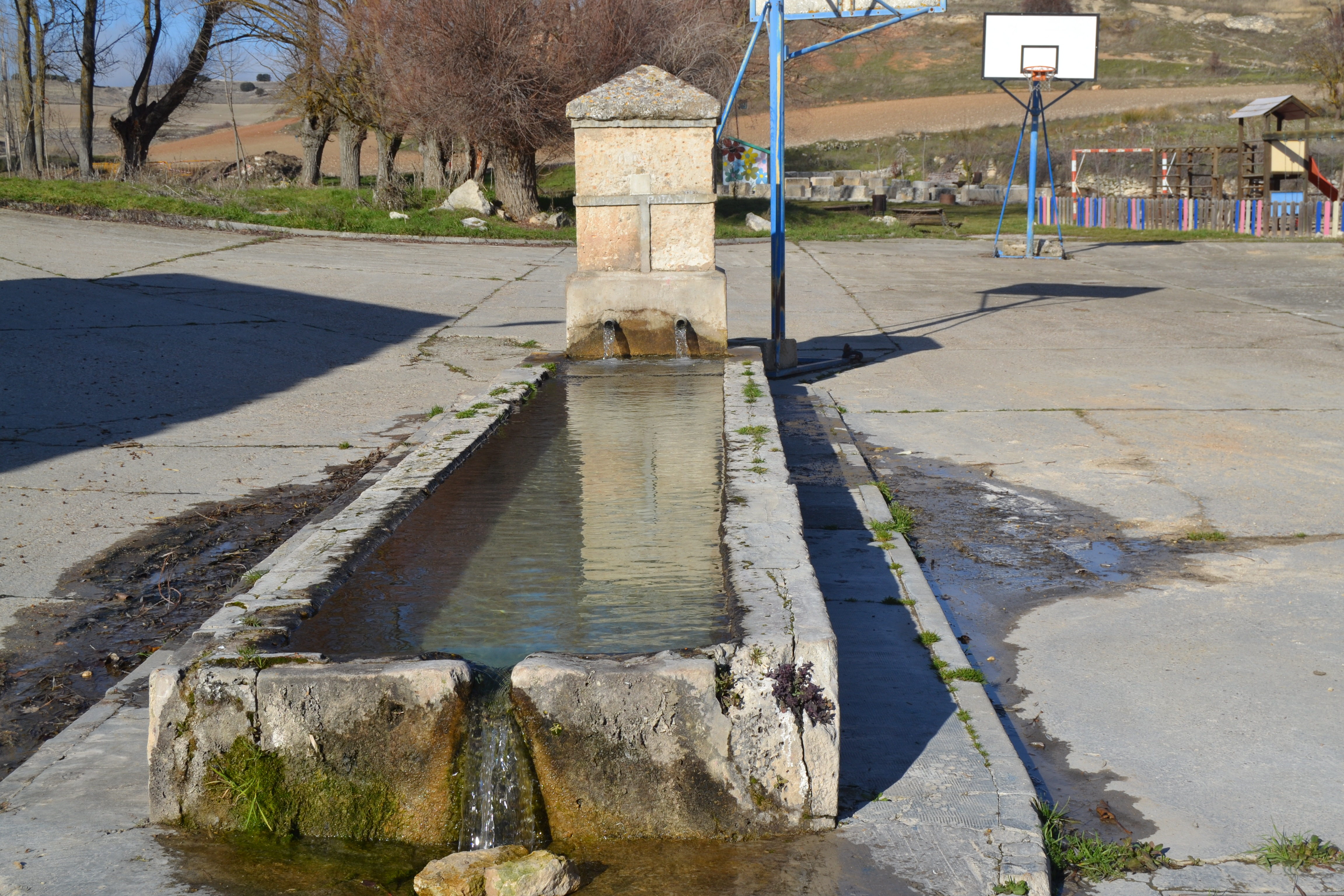
Fuente en pleno funcionamiento en 2013

Construida en 1878. Con manantial cercano, de agua fresca, caudalosa e incesante. Formada por una torreta cuadrada rematada por una piedra piramidal, con dos caños generosos, y un amplio pilón- abrevadero; su emplazamiento aislado, rodeado de huertos, bodegas, arboledas y campos deportivos, con vistas panorámicas de pinares, viñedos y alamedas... forma un conjunto llamativo, único e interesante. La arboleda acoge actividades vecinales en los días festivos veraniegos; concursos de “tarusa”, comida de campaña, juegos y atracciones para todos.

## Fiestas
15 de mayo fiesta del agricultor: 1 día de fiesta, si cae en sábado o domingo se celebra ese mismo día, si cae en lunes se pasa al domingo inmediatamente anterior, si cae de martes a viernes la fiesta religiosa se pasa al domingo por la mañana de la semana correspondiente y las actividades lúdicas: campeonato de Tarusa, juegos infantiles, posible baile... sábado tarde y noche del sábado al domingo.
13 de junio San Antonio: 1 día de fiesta, si cae en sábado o domingo se celebra ese mismo día, si cae en lunes se pasa al domingo inmediatamente anterior, si cae de martes a viernes la fiesta religiosa se pasa al domingo por la mañana de la semana correspondiente y las actividades lúdicas: campeonato de Tarusa, juegos infantiles, posible baile... sábado tarde y noche del sábado al domingo.
11 de noviembre San Martín: 1 día de fiesta, si cae en sábado o domingo se celebra ese mismo día, si cae en lunes se pasa al domingo inmediatamente anterior, si cae de martes a viernes la fiesta religiosa se pasa al domingo por la mañana de la semana correspondiente y las actividades lúdicas: campeonato de Tarusa, juegos infantiles, posible baile... sábado tarde y noche del sábado al domingo.
Fiestas de verano o semana cultural veraniega: de jueves a domingo coincidiendo con el último fin de semana de julio.